# Crunk
Crunk é um subgênero do hip hop com uma alta componente eletrônica e virado para as pistas de dança. Atingiu o seu pico de popularidade em meados dos anos 2000. O Crunk foi um estilo criado por Lil Jon, no começo ele mesmo considerava que Crunk era a junção das palavras "crazy" (louco) e "drunk" (bêbado), e isso podia ser observado em todas suas músicas. Era uma coisa diferente do Rap comum, mas com o tempo, Lil Jon mudou um pouco seu estilo, começou a fazer música eletrônica, e de vez em quando fazia um Crunk novamente, e na opinião dos verdadeiros fãs ele foi se distanciando do Crunk, até parou de usar seu pingente de 500 mil dólares escrito Crunk Ain't Dead - O Crunk não morreu mas mesmo com isso dizia ser Crunk sempre. E com o tempo ele realmente se distanciou do Crunk, e por ter mudado um pouco do estilo agressivo de louco e bêbado, ele disse que Crunk não é ser isso.
O crunk surgiu no meio dos anos 90, e se tornou popular por volta de 2000 - 2002. A expressão é muitas vezes usada como gíria para significar "chapado". Até 2004, o Crunk estava em tão alta demanda, que a superestrela Usher recorreu a Lil Jon para produzir o seu single "Yeah!", que foi o maior hit de 2004, de acordo com a revista Billboard. Lil Jon produziu outro hit número-um em 2004, "Goodies", da cantora de Ciara, com o rapper Petey Pablo. O lançamento de "Get Low", que virou tema de um dos jogos mais famosos de corrida Need For Speed Underground 1, ajudou o crunk ficar popular na cultura americana e transformou Lil Jon e os irmãos Ying Yang Twins em milionários.

## Artistas destacados do gênero
- Ciara
- MC Mack
- Pastor Troy
- Bohagon
- Crime Mob
- 8Ball & MJG
- Lil Jon
- Ying Yang Twins
- Trillville
- YoungBloodZ
- Chyna Whyte
- Three 6 Mafia
- David Banner
- Bone Crusher
- Lil Wayne
- Soulja Boy
- The Millionaires
- T. Mills